# Det hände i New York
Det hände i New York (engelska: Miracle on 34th Street) är en amerikansk dramakomedifilm från 1947, i regi av George Seaton. Filmen är baserad på en berättelse av Valentine Davies. I huvudrollerna ses Maureen O'Hara, John Payne, Natalie Wood och Edmund Gwenn. Filmen vann Oscar för bästa manliga biroll (Edmund Gwenn), Bästa berättelse (Valentine Davies) och Bästa manus efter förlaga. Den var också nominerad till Bästa film, men vinsten gick till Tyst överenskommelse. Det har gjorts flera nyinspelningar av berättelsen, däribland 1973 och 1994. 

## Handling
Varuhuset Macys tomte är berusad vid den stora paraden vid Thanksgiving och Doris Walker, som ansvarar för paraden, måste snabbt hitta en annan tomte. En man som kallar sig för Kris Kringle dyker lämpligt nog upp, och blir omedelbart anställd som tomte. 
Den nye tomten gör stor succé och alla barn tror att han verkligen är jultomten, alla utom Doris dotter Susan. Hon har fått lära sig av sin mamma att inte tro på fantasier och sagor. En kväll berättar Susan för Kris vad som är hennes högsta önskan, att få bo i ett hus med en gunga i trädgården. 
Kris Kringle omvänder fler och fler att tro på honom, men det finns fortfarande de som har svårt att tro, både på tomten och annat...

## Rollista i urval
- Maureen O'Hara - Doris Walker
- John Payne - Fred Gailey
- Edmund Gwenn - Kris Kringle
- Natalie Wood - Susan Walker
- Porter Hall - Granville Sawyer
- William Frawley - Charlie Halloran
- Jerome Cowan - distriktsåklagare Thomas Mara
- Philip Tonge - Julian Shellhammer
- Alvin Greenman - Alfred
- Gene Lockhart - Henry X. Harper
- Harry Antrim - R. H. Macy
- Thelma Ritter - kund
- Jack Albertson - postanställd